# روي أ. يونغ
روي أ. يونغ (بالإنجليزية: Roy A. Young)‏ هو اقتصادي أمريكي، ولد في 17 مايو 1882 في ماركيت في الولايات المتحدة، وتوفي في 31 ديسمبر 1960 في تشيستنت هل في الولايات المتحدة.